# Václav Rubeška
Václav Rubeška (4. února 1854, Chudenice - 25. května 1933 Praha) byl český lékař-porodník a gynekolog, profesor pražské univerzity, společně se svým předchůdcem Janem Strengem považovaný za zakladatele českého porodnictví. Zaměřil se na výchovu porodních asistentek a organizaci jejich činnosti, zdůrazňoval jejich význam jako spojnice mezi matkami a lékařem. Angažoval se v boji proti nádorovým onemocněním a za ochranu matek a dětí. Byl autorem populárních učebnic Porodnictví pro babičky (1893) a Porodnictví pro lékaře (1909, 1912) a řady dalších odborných prací.

## Život

### Mládí a studium
Narodil se 4. února 1854 v Chudenicích u Klatov jako syn sedláře. V letech 1865-73 vystudoval gymnázium v Klatovech. Oblíbil si zejména matematiku, ale poté, co maturoval s vyznamenáním, nastoupil roku 1873 na radu profesora Pošíka na pražskou lékařskou fakultu. 25. listopadu 1878 byl promován na doktora medicíny.

### Zaměstnání a vědecká činnost
V letech 1878-79 absolvoval vojenskou jednoroční službu. Jeho první lékařská praxe byla jako operační elév na chirurgické klinice profesora Weisse a operatér gynekologického oddělení Všeobecné nemocnice. V letech 1880-83 pracoval jako asistent porodnické kliniky prof. Strenga a poté až do roku 1888 jako asistent gynekologické kliniky. Roku 1885 se habilitoval na soukromého docenta porodnictví a gynekologie. V roce 1887 po přechodnou dobu zastupoval zemřelého prof. Strenga. Byl oceňovaný jako zručný chirurg. Již v té době byl také veřejně činný jako předseda spolku českých mediků (1878-79). V roce 1880 vstoupil do Spolku českých lékařů a později do Ústřední jednoty českých lékařů. Uskutečnil rovněž vědecké cesty na sjezd polských lékařů, do Německa, Francie, Dánska a Švédska.
Od 90. let 19. století se zaměřil na výchovu porodních asistentek („babiček“). Roku 1892 se stal profesorem na „babické škole“, která pořádala čtyřměsíční přípravné kurzy pro toto povolání v českém a německém jazyce. V následujících desetiletích zde vychoval tisíce asistentek. Pokládal je za důležitou spojnici mezi matkami a lékařem, usiloval, aby během krátkého předepsaného studia získaly všechny potřebné znalosti a pomáhal při jejich stavovské organizaci. Stanovil přesný postup při vyšetřování matek a dětí a vedl žákyně k tomu, aby si všímaly příznaků nemocí, zejména onkologických, a aby přesvědčovaly matky k co nejrychlejší návštěvě lékaře.
V letech 1898 až 1903 působil souběžně jako ředitel Královské zemské porodnice a nalezince. 21. července 1897 byl jmenován mimořádným profesorem, roku 1908 vládním radou a na konci října 1913 univerzitním profesorem.
Jeho zásluhy byly plně oceněny až po vzniku Československa. 10. května 1919 se stal členem státní zdravotní rady a 9. února 1922 řádným profesorem gynekologie a porodnictví a současně přednostou II. porodnicko-gynekologické kliniky. Roku 1924 odešel do výslužby.
V únoru 1933 ho na Václavském náměstí porazilo auto, nebyl ale zraněn. Zemřel 25. května 1933 v Praze na zápal plic a srdeční slabost.

### Další veřejné aktivity
Vedle své lékařské a pedagogické práce byl rovněž veřejně činný. V mládí předsedal spolku českých mediků (1878-79), později byl členem a funkcionářem (1889 místopředseda, 1903 předseda) spolku českých lékařů.
Roku 1898 kandidoval do pražského sboru obecních starších (městského zastupitelstva) za Nové Město, ale podlehl JUDr. Edvardu Baštýřovi poměrem hlasů 423:405. Úspěšný byl nicméně roku 1909.
Roku 1903 byl na valné hromadě v Brně zvolen za člena správní rady nově zřízené akciové společnosti lázní Luhačovice. V roce 1907 se stal členem správního výboru společnosti Národního divadla.
V roce 1904 spolu s dalšími lékaři zakládal spolek proti rakovině (později nazvaný Čsl. spolek pro zkoumání a potírání zhoubných nádorů) a řadu let byl jeho předsedou.
V roce 1915 vložil 2000 korun do rakouské válečné půjčky.
Počátkem 20. let stál v čele dobročinného spolku Československá ochrana matek a dětí, jehož cílem bylo snížit dětskou úmrtnost zlepšením zdravotní péče. Tato organizace mimo jiné založila „Nemocnici a útulek čsl. ochrany matek a dětí“ v Krči (dnes Ústav pro péči o matku a dítě, součást Thomayerovy nemocnice) a Rubeška se stal předsedou jejího kuratoria.
Politicky byl činný jako spoluzakladatel a člen místní organizace národně-demokratické strany v Praze II.

## Hodnocení
Rubeška byl oceňovaný jako vynikající praktik a pedagog. Jeho kurzy prošly tisíce porodních asistentek. Vycházel z předpokladu, že ideální stav — porod řízený lékařem — nelze v mnoha případech zajistit, zejména na venkově. Porodní asistentka je proto nejdůležitějším zdravotnickým odborníkem v přímém kontaktu s matkou i dítětem a musí být na tento úkol dobře připravena. Na ní často závisí zachování života dítěte v prvních dnech, svými znalostmi může vést rodiny ke zdravému životu. Byl přísný a pečlivý učitel, starostlivý rádce. Od podřízených vyžadoval přesné plnění povinností a teoretické znalosti. Zdůrazňoval důležitost čistoty během porodu. Trval na tom, aby porodní asistentky při vyšetřování vždy dodržovaly přesně daný postup, všímaly si příznaků nemocí a v případě jejich zjištění nabádaly matky k návštěvě lékaře. Podílel se také na organizaci „babictví“. Porodní asistentky si ho vážily a mnohé z nich uváděly v inzerátech, že byly jeho žákyněmi nebo spolupracovnicemi. Ústřední jednota porodních asistentek jmenovala Rubešku čestným členem.
Podle prof. Josefa Saidla postavil české porodnictví na světovou úroveň. Projevoval jistotu a dokonalost při operacích, byl přísný a spravedlivý učitel, nadšeně přednášel a demonstroval.
Profesor František Mareš v nekrologu ocenil Rubeškovu svědomitost a nezištnost. Jako první český lékař prováděl gynekologické operace (jako asistent J. Strenga, který byl německé národnosti). Po Strengově smrti roku 1887 nepřevzal jeho místo, ale přednost dostal Karel Pawlik, přijatelnější pro vídeňské politiky. Profesorské místo nedostal ani po Pawlikově odchodu do výslužby roku 1913
(nástupcem byl zvolen Václav Piťha). Rubeška tak dlouhá desetiletí konal náročnou pedagogickou a organizátorskou práci bez odpovídajícího akademického ohodnocení. Nevzpíral se poměrům, ale přemáhal je pracovitostí a poctivostí, což oceňovala široká veřejnost.
Na pohřeb mu přišlo množství vděčných žen, kterým v mnoha případech nezištně zachránil život nebo novorozené dítě.

## Dílo
Byl autorem řady článků v odborných časopisech, přednášek i knižních publikací. Jejich seznam vyšel např. v Časopise lékařů českých r. 1924 u příležitosti jeho 70. narozenin. Knižně vyšly např.:
- O hlavě plodové se stanoviska porodnického (1891), habilitační práce
- Porodnictví pro babičky (1893 s několika reedicemi), učebnice pro porodní asistentky
- Porodnictví pro lékaře (1. díl 1909, 2. díl 1912), první českojazyčná učebnice porodnictví pro lékařskou fakultu

Přispíval do Ottova slovníku naučného pod značkou Ra.

## Rodina
1. června 1889 se v Dolní Kalné oženil s tamější rodačkou Žofií Noskovou (1865-1914). Měli děti:
- Syn Vladimír Rubeška (1890-1935) vystudoval práva a pracoval jako státní úředník.[38]
- Syn Miloš Rubeška (1892-??) ve 30. letech pracoval jako ředitel Škodových závodů a redaktor časopisu Technické zprávy Škodových závodů[39]
- Dcera Olga Rubešková (1894-1917) se 25. října 1917 v sebevražedném úmyslu zastřelila[40]
- Syn Václav Rubeška mladší (1897-1973) pokračoval v otcových stopách jako lékař-gynekolog.[41]